# Embalse de Almudévar
El embalse de Almudévar es un embalse español en construcción situado en la Hoya de Huesca. Regula las aguas del Canal de Monegros mediante estación de bombeo. Se encuentra dentro de los términos municipales de Almudévar,Tardienta, Huesca y Vicién.
Está previsto que finalicen las obras en noviembre de 2023.